# M/V Orange Star
M/V Orange Star je teretni brod za prijevoz rashlađenog narančinog soka hrvatske proizvodnje. IMO broj mu je 9564384. MMSI broj je 636014800. Plovi pod liberijskom zastavom. Matična mu je luka Monrovia.

## Karakteristike
Splitsko brodogradilište ugovorilo je izgradnju broda sa švicarskim naručiteljem 5. lipnja 2009. u Ženevi, a za panamskog naručitelja North Sea Reefer Enterprise. Ugovoren je u vremenima velike recesije na brodograđevnom tržištu, a radi izbjegavanja rizika od gubitaka zbog vrlo fluktuirajućeg tečaja dolara, cijena je ugovorena u eurima. Izgrađen je bez državnih subvencija. Brod je rađen po prema projektu koji su razvili u Brodosplitu. Najveći je dotad izgrađeni brod za prijevoz rashlađenog svježeg voćnog soka.
Ovakva su sofisticirana plovila dotad bila građena isključivo u STX-u Norveškoj, što ovaj brod čini jedinstvenim projektom u hrvatskoj i svjetskoj brodogradnji. Kobilica je postavljena na navoze 26. prosinca 2009., nakon porinuća tankera za prijevoz nafte i naftnih proizvoda u ledenim područjima. Postavljen je na navoze kao novogradnja br. 469. Građen je u klasi Bureau Veritasa. Porinut je 8. svibnja 2010. godine. Primopredaja švicarskom naručitelju Atlanship izvršena je 17. veljače 2011. Kuma broda bila je Josette Claire Pavešić, a blagoslov brodu dao je fra Miljenko Vrabec iz Apostolata mora.
Nosivost broda je 37.750 dwt, od čega je 32.000 m3 korisne nosivosti. Nosivost pri najdubljem gazu na kojemu brod smije ploviti je 36.994 t. Dužine je 189,90 m, širine 32,24 m, projektnog gaza 9,70 m. Bruto mase je 34.432 t.
Brodski teret prevozi u 14 spremnika, od kojih je 12 obujma 2000 m3, a 2 su obujma 4000 m3. Glavni stroj je iz tvornice dizelskih motora Brodosplita koji je izgrađen po licenciji MAN B&W. Tip motora je 6S 50MC-C7, snage 8600 kW, 121 okr./min Potrošnje je 31,0 mt HFO. Brod može razviti brzinu od 15 čvorova. Dometa je 15.000 nm.
Danas je u floti Atlanshipa.
Dobitnik je priznanja "Značajni brod godine 2011.", uz još jedan brod izgrađen u Splitu, M/V Piana.
Brod je od skvera preuzeo hrvatski kapetan, uz većinu posade također iz Hrvatske.

## Vanjske poveznice
- Separat
- Otplovili Peristil i Sveti Dujam  Arhivirana inačica izvorne stranice od 24. prosinca 2014. (Wayback Machine)
- Orange Star - Fruit Juice Tanker, MarineTraffic
- M/V Orange Star  Arhivirana inačica izvorne stranice od 22. prosinca 2014. (Wayback Machine)
- Isporuke hrvatskih brodogradilišta
- Imenovanje broda  Arhivirana inačica izvorne stranice od 23. rujna 2015. (Wayback Machine)
- ShipSpotting - Orange Star